# Нам, Ямми
Ямми Лам Кит-инг (англ. Yammie Lam Kit-ying, кит. трад. 藍潔瑛 ; 27 апреля 1963, Гонконг — 31 октября 2018, там же) — гонконгская актриса, также известная как Ямми Нам. Наиболее значимыми работами Ямми были роли в драматических сериалах TVB «Жадность человека» и «Оглядываясь назад в гневе», а также в фильмах «Китайская одиссея: Ящик Пандоры» и «Китайская одиссея — 2: Золушка».

## Биография
В 1983 году Лам начала сотрудничать с TVB. Она снялась в нескольких фильмах, а также сериалах TVB, и вскоре стала известна как одна из "Пяти красавиц TVB".
В начале 1990-х годов снялась в нескольких телесириалах в Тайване.
В 1993 году Ямми Лам вошла в десятку лучших телевизионных актрис по версии Next TV Awards за свою роль в телесериале 1992 года «Жадность человека».
В 1990-е годы снялась в нескольких успешных картинах со Стивеном Чоу: «Флиртующий учёный» (1993), «Китайская одиссея: Ящик Пандоры» (1995), «Китайская одиссея — 2: Золушка» (1995).
В 1995 и 1997 годах родители Лам умерли один за другим. После этого она рассталась со своим парнем. В сентябре 1998 года она попала в автомобильную аварию. С апреля 1999 года до своей смерти она страдала от депрессии. К тому времени её сценическая карьера была полностью разрушена, несмотря на то, что впоследствии она снялась в нескольких сериалах и фильмах.
В 2006 году Лам была объявлена банкротом и жила на государственное пособие.
3 ноября 2018 года Лам была найдена мертвой в своей квартире в Гонконге. Причина смерти до сих пор неизвестна.

## Избранная фильмография
| Год  |   | Русское название                | Оригинальное название                          | Роль                   |
| ---- | - | ------------------------------- | ---------------------------------------------- | ---------------------- |
| 2002 | ф | Ночь проблем 16                 | Yin yang lu shi liu zhi hui dao wu xia shi dai | Пун Джин Лин           |
| 1995 | ф | Китайская одиссея — 2: Золушка  | Sai yau gei: Sin leui kei yun                  | Женщина-паук           |
| 1995 | ф | Китайская одиссея: Ящик Пандоры | Sai yau gei: Yut gwong bou haap                | Женщина-паук           |
| 1993 | ф | Невеста с белыми волосами       | Bai fa mo nu zhuan                             | Хэ Люйхуа              |
| 1993 | ф | Флиртующий учёный               | Tong Pak Foo dim Chau Heung                    | одна из жён Тхон Пакфу |
| 1991 | ф | Тигры                           | Ng foo cheung: Kuet lit                        | жена Ваха              |
| 1991 | ф | Призрачная война                | Ying lun yuet jin                              | Юин                    |
| 1989 | ф | Они приехали грабить Гонконг    | Baat bo kei bing                               | Мэй                    |
| 1987 | ф | Беззаботный                     | Kai xin kuai huo ren                           |                        |
| 1986 | ф | Ведьма из Непала                | Qi yuan                                        | Ида Юэнь               |
| 1985 | ф | Неписаный закон                 | Fat ngoi ching                                 |                        |